# Abuse (gra komputerowa)
Abuse – gra komputerowa stworzona przez Crack dot Com i wydana przez Origin Systems i Electronic Arts w 1996 roku na platformy DOS i Linux. Poprawiona konwersja na Mac OS została stworzona przez Bungie Studios. Po uwolnieniu kodu źródłowego gry w roku 1998, powstał również port na Amigę.

## Opis
Główny bohater gry, Nick Vrenna, został wtrącony niesłusznie do więzienia. Niestety w więzieniu wydarza się wypadek na skutek eksperymentów tam prowadzonych i wszyscy ludzie – wyłączając Nicka, który wydaje się być odporny na toksyczne opary – zmieniają się w potwory.
Wygląd postaci, lokacji, przeciwników i całej gry jest prawdopodobnie hołdem dla serii filmów Predator i Alien. (zobacz Alien vs. Predator)
Abuse jest dwuwymiarową zręcznościową platformówką. Grę wyróżniał nietypowy sposób kierowania bohaterem: klawiatury używa się do poruszania Nickiem, a myszki, do celowania. Cała rozgrywka polega na zabijaniu kolejnych przeciwników (najczęściej różnych form mutantów, które preferują atak w grupach) i rozwiązywaniu prostych układanek.
Gra wieloosobowa jest dostępna przez protokół IPX/SPX.

## Metody dystrybucji i późniejszy rozwój gry
Gra początkowo wydana została jako shareware, lecz według dzisiejszej terminologii można by powiedzieć, że była to „beta-wersja dema”. Darmowe wydanie zostało stworzone o niekompletną grę.
Wersje shareware wydane były na systemy MS-DOS i Linux. Abuse było dostarczane wtedy z wieloma dystrybucjami GNU/Linux. Jednak z powodu użycia starych wersji Lisp API (1.x) w wydaniach shareware’owych, modyfikacje na niej wykonane nie były kompatybilne z pełną wersją (używającej Lisp 2.0), a sama pełna wersja dostępna była jedynie na MS-DOS.
Abuse zostało przekonwertowane na komputery Mac OS przez Oliviera Yu z Crack dot Com i wydane przez Bungie Studios. Wersja ta została ogromnie przepisana. Częściowo poprawiono grafikę w rozdzielczości 640x480. (Wersja PC uruchamiana była w rozdzielczości VGA 320x200 i pomimo możliwości uruchomienia w wyższych rozdzielczościach, grafika dalej nie była skalowana).
Około dwa lata po wydaniu gry, Crack dot Com zdecydowało udostępnić kod źródłowy gry oraz zawartość wydania shareware’owego (wyłączając dźwięki z gry) jako domenę publiczną (public domain). Gra nie była rozwijana zbyt często nawet po udostępnieniu jej kodu. Pomimo to, stworzono zaktualizowane edycje gry dla GNU/Linux oraz umożliwiono grę wieloosobową za pomocą protokołu TCP/IP. Stworzony został port gry dla SDL umożliwiając jej uruchomienie na Microsoft Windows i X11 na ekranie z większą liczbą kolorów niż 256. Wersja na komputery Macintosh została zaktualizowana tak, aby współpracowała z OS X.